# Grammomys surdaster
Grammomys surdaster — вид гризунів родини мишевих (Muridae). Ареал: Демократична Республіка Конго, Ангола, Замбія, Зімбабве, Мозамбік, Кенія, Сомалі, Малаві, Руанда, Бурунді.

## Таксономічні примітки
Вид відокремлена від G. dolichurus і включає G. caniceps.